# نترات الرصاص الثنائي
نترات الرصاص هو مركب لاعضوي بالصيغة الكيميائية Pb(NO3)2. موجود في الطبيعة في صورة بلورات عديمة اللون أو مسحوق أبيض وهو على عكس معظم أملاح الرصاص فأنه يذوب في الماء.

## الخواص
- ينحل مركب نترات الرصاص الثنائي بشكل جيد في الماء، 50 غ لكل 100 مل ماء عند 20°س ، وتزداد الانحلالية بازدياد درجة الحرارة حيث تصل إلى 130 غ عند 100° س.
- تكون للمحاليل المائية من نترات الرصاص صفة حمضية ضعيفة، حيث أن محلول 20% تكون له قيمة pH تتراوح بين 3 - 4 .
- يتفكك مركب نترات الرصاص عند التسخين محرراً كل من غازي ثنائي أكسيد النتروجين والأكسجين.

Pb(NO3)2 → PbO + 2NO2 + 1/2O2

## التحضير
- يحضر مركب نترات الرصاص من تفاعل أكسيد الرصاص الثنائي مع حمض النتريك الممدد عند درجات حرارة مرتفعة نسبياً. عند التبريد تتشكل بلورات نترات الرصاص وتترسب في قعر وعاء التفاعل حسب المعادلة:

PbO + 2HNO3 → Pb(NO3)2 + H2O

## الاستخدامات
- يستخدم في صناعة أعواد الثقاب وصناعة المتفجرات.
- يستخدم في تحضير مركبات الرصاص الأخرى.

## السلامة
نترات الرصاص مركب سام وعامل مؤكسد ومصنف كعامل مسرطن للإنسان.